# マルセロ・ディアス
マルセロ・アルフォンド・ディアス・ロハス（Marcelo Alfonso Díaz Rojas, 1986年12月30日 - ）は、チリ・首都州サンティアゴ出身のサッカー選手。クラブ・リベルタ所属。ポジションはMF。元チリ代表。

## クラブ経歴
地元・サンティアゴに本拠地を置くウニベルシダ・デ・チレの下部組織出身。2005年のエベルトン戦でトップチームデビュー。2009シーズンには2位で前期を終え、プレイオフでウニオン・エスパニョーラを破り優勝を果たした。しかし翌2010シーズンにヘラルド・ペルッソが監督に就任すると出場機会が減少。2010年8月にCDラ・セレナへレンタル移籍を果たし、半年間で13試合で5得点を挙げる活躍を見せた。
2011年、新たにホルヘ・サンパオリが監督に就任したウニベルシダ・デ・チレへ復帰。2011シーズンにはリーグ戦34試合に出場し、前後期での完全優勝とコパ・スダメリカーナ制覇に貢献。プリメーラ・ディビシオンのベストイレブンにも選出された。
2012年7月、スイス・スーパーリーグのFCバーゼルへ移籍。7月17日に行われたUEFAチャンピオンズリーグ予選2回戦のFCフローラ・タリン戦でバーゼルおよび欧州カップ戦デビューを果たした。バーゼルには2年半在籍し、58試合7得点を記録した。
2015年2月2日、ブンデスリーガのハンブルガーSVへ移籍。残留争いに巻き込まれ不安定なチーム状況の中で6試合の出場に留まったが、6月1日に行われたカールスールエとの入れ替え戦の2ndレグでは、後半アディショナルタイムに直接フリーキックを沈めて残留に貢献。しかし翌シーズンも出場時間が限られ、11試合（460分）の出場に留まった。
2016年1月14日、リーガ・エスパニョーラのセルタ・デ・ビーゴへ移籍。
2017年8月、メキシコ・リーガMXのUNAMプーマスへ自由移籍で加入した。
2021年6月、クラブ・リベルタに移籍。

## 代表経歴

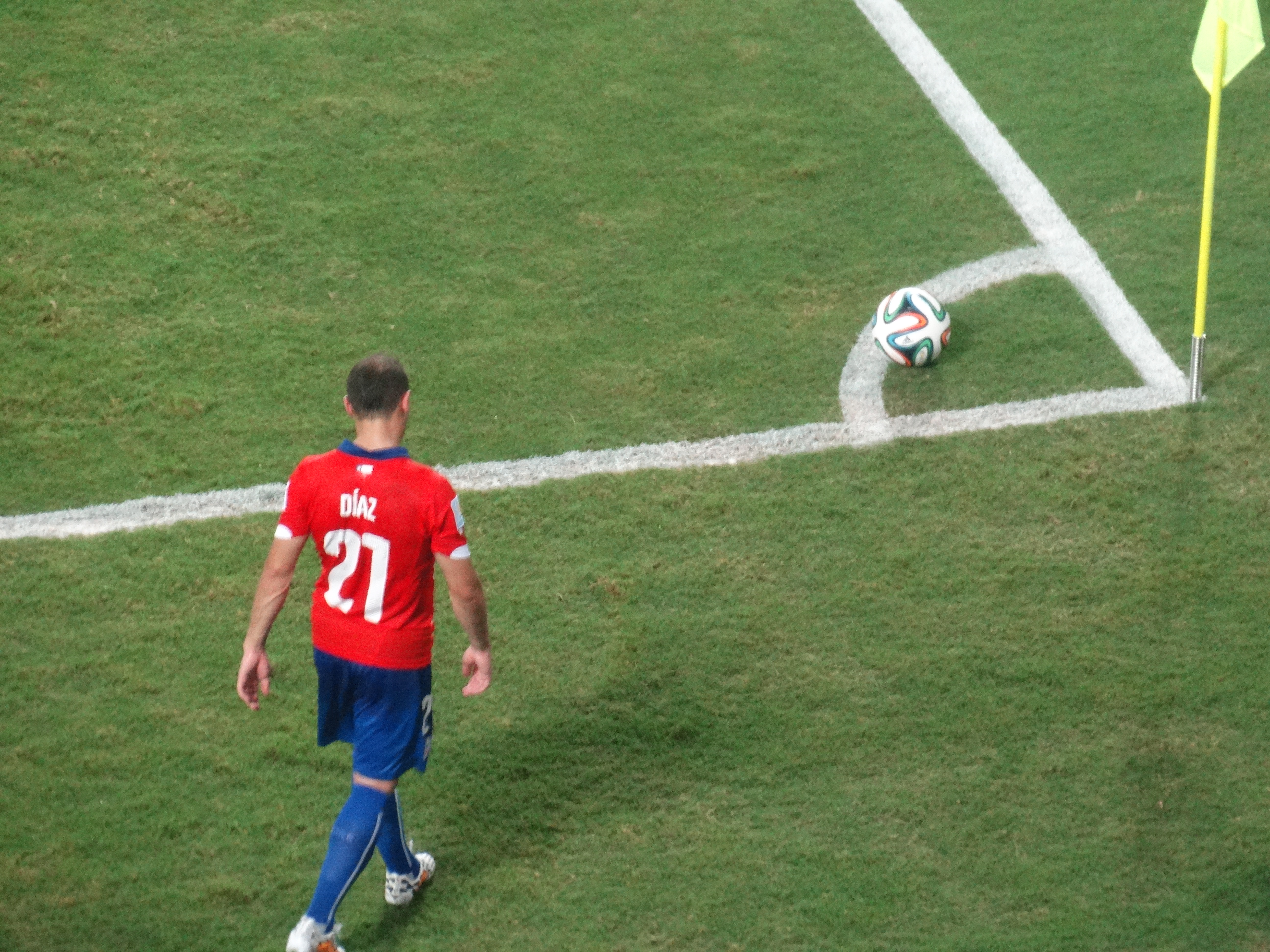
2014 FIFAワールドカップでのディアス

2011年9月7日、代表から追放されたカルロス・カルモナの代役としてチリ代表に初招集され、2014 FIFAワールドカップ・南米予選のウルグアイ戦で代表デビュー。2014年5月30日に行われたエジプトとの親善試合で初得点を挙げた。
2012年、ウニベルシダ・デ・チレでも師事したホルヘ・サンパオリが監督に就任すると代表に定着。2014 FIFAワールドカップでは3-5-2の中盤でアルトゥーロ・ビダル、チャルレス・アランギスとコンビを組んで、チリのベスト16進出に貢献した。
コパ・アメリカ2015では、試合によってDFとしてもプレイする献身性を見せながら、全6試合に出場。決勝のアルゼンチン戦でもDFとして先発出場を果たし、チリ史上初となるコパ・アメリカ優勝メンバーの一人となった。
翌年に行われたコパ・アメリカ・センテナリオでも同じくレギュラーとしてプレイしたが、2年連続での顔合わせとなった決勝のアルゼンチン戦では前半27分に2枚目のイエローカードを受け退場処分となった。しかしチームはPK戦の末に勝利を収め、2年連続でコパ・アメリカ優勝を果たした。
FIFAコンフェデレーションズカップ2017では全試合に出場し決勝進出に貢献したものの、決勝のドイツ戦では前半20分に自陣ゴール前でボールを奪われ失点。結果的にそれが決勝点となり、準優勝となった。

## 代表歴

### 出場大会
- チリ代表
  - 2014 FIFAワールドカップ

### 試合数
- 国際Aマッチ 61試合 1得点（2011年-2017年）[9]

| チリ代表 | 国際Aマッチ | 国際Aマッチ |
| 年       | 出場        | 得点        |
| -------- | ----------- | ----------- |
| 2011     | 1           | 0           |
| 2012     | 8           | 0           |
| 2013     | 10          | 0           |
| 2014     | 12          | 1           |
| 2015     | 11          | 0           |
| 2016     | 10          | 0           |
| 2017     | 9           | 0           |
| 通算     | 61          | 1           |

## タイトル

### クラブ
ウニベルシダ・デ・チレ
- チリ・プリメーラ・ディビシオン ： アペルトゥーラ2009, アペルトゥーラ2011, クラウスーラ2011, アペルトゥーラ2012
- コパ・スダメリカーナ ： 2011

バーゼル
- スーパーリーグ ： 2012-13, 2013-14
- ウーレンカップ ： 2013

### 代表
チリ代表
- コパ・アメリカ ： 2015, 2016

### 個人
- チリ・プリメーラ・ディビシオン年間ベストイレブン ： 2011
- コパ・アメリカベストイレブン ： 2015